# 김지수 (2004년)
김지수(金志樹, 2004년 12월 24일 ~ )은 대한민국의 축구 선수로 포지션은 센터백이며 프리미어리그의 브렌트퍼드에서 현재 2. 분데스리가의 카이저슬라우테른로 임대되어 뛰고있다.

## 구단 경력

### 성남 FC
2022 시즌을 앞두고 성남 FC의 전지훈련에 합류한 뒤 성남 FC와 준프로 계약을 체결하면서 시즌 K리그 최연소 선수에 이름을 올렸다.
그리고 포항 스틸러스와의 2022년 K리그1 11라운드 원정 경기에서 교체 선수 명단에 이름을 올린 후 수원 삼성 블루윙즈와의 12라운드 원정 경기에서는 선발 데뷔전이자 K리그1 데뷔전을 치렀다.
이후 전북 현대 모터스와의 22라운드 원정 경기에서 후반 추가 시간 코너킥 혼전 상황에서 밀로스 라이코비치의 득점을 어시스트하면서 프로 데뷔 첫 공격포인트를 올리는 등 2022 시즌 리그 19경기에 출전해 1도움을 기록했다.

### 브렌트퍼드 FC B
2023년 6월 26일 1년 계약 연장 옵션이 포함된 4년 계약을 맺고 잉글랜드 프리미어리그의 브렌트퍼드 FC로 이적하면서 대한민국 10대 선수로는 최초로 EPL에 입성했다. 이후 리저브팀인 브렌트퍼드 B에 합류했다.
그는 브렌트퍼드 B에서 29경기에 출전해 1득점을 기록했다.

### 브렌트퍼드 FC
2024년 6월 7일, 브렌트퍼드는 프리미어리그 2024-25시즌부터 벤 윈터보텀과 김지수가 브렌트퍼드 1군에서 활동하게 될 것이라고 발표했다. 그는 브렌트퍼드 1군으로 승격하며 프리미어리그에서 활동한 역대 15번째 대한민국 선수와 프리미어리그에서 센터백으로 활동하는 역대 첫 번째 대한민국 선수 기록을 세웠다.
김지수는 12월 27일 브렌트퍼드가 브라이턴 & 호브 앨비언에 0대 0으로 비긴 프리미어리그 18라운드에서 76분 벤 미와 교체되어 경기장에 투입되며 프리미어리그 데뷔전을 가졌다. 그는 20세 4일의 나이로 프리이머리그에 데뷔하며 지동원을 제치고 프리미어리그에 데뷔한 역대 최연소 대한민국 선수 기록을 세웠다.

## 국가대표팀 경력

### 대한민국 U-20
2023년 1월 18일 AFC U-20 아시안컵을 대비한 해외 전지 훈련에 합류한 후 같은 해 3월에 열린 AFC U-20 아시안컵 본선에 합류하여 요르단과의 C조 조별리그 2차전을 제외한 나머지 4경기(3경기 선발, 1경기 교체)에 모두 출전해 팀의 준결승 진출 및 통산 16번째 U-20 월드컵 본선 진출에 기여했다. 한편 홈팀 우즈베키스탄과의 준결승전 승부차기에서 4번째 키커로 나와 페널티킥을 실축했다.
2023년 FIFA U-20 월드컵 본선 엔트리에 합류했고 FIFA U-20 월드컵 본선 7경기(6경기 풀타임)에 모두 출전해 대한민국의 FIFA 주관 남자 대회 통산 5번째이자 U-20 월드컵 통산 3번째 준결승전 진출에 기여했고 대표팀은 U-20 월드컵에서 4위를 차지했다.

### 대한민국 A
김지수는 2023년 8월 28일 대한민국 축구 국가대표팀의 감독 위르겐 클린스만에 의해 유럽 원정 친선경기에 출전하는 대표팀 명단에 발탁되면서 대한민국 A대표팀에 처음으로 발탁되었다.

## 플레이 스타일
김지수는 192cm의 큰 키에 빠른 발을 가지고 있으며 위치선정 능력 또한 뛰어나다는 평가를 받는다.